# Stephen Lepcha
Stephen Lepcha (* 22. Dezember 1952 in Suruk, Westbengalen, Indien) ist Bischof von Darjeeling.

## Leben
Stephen Lepcha empfing am 15. Dezember 1982 das Sakrament der Priesterweihe.
Am 14. Juni 1997 ernannte ihn Papst Johannes Paul II. zum Bischof von Darjeeling. Der Erzbischof von Kalkutta, Henry Sebastian D’Souza, spendete ihm am 8. Dezember desselben Jahres die Bischofsweihe; Mitkonsekratoren waren der Bischof von Raiganj, Alphonsus D’Souza SJ, und der Bischof von Jalpaiguri, James Anthony Toppo.